# Hildegard af Bingen
Sankt Hildegard af Bingen, O.S.B. (tysk: Hildegard von Bingen; latin: Hildegardis Bingensis; født 1098 i Bermersheim, død 17. september 1179 i Rupertsberg) var en tysk abbedisse, mystiker, forfatter, læge og komponist. Hun er blevet kaldt middelalderens mest betydningsfulde kvinde og omtales ofte som "den hellige Hildegard". Hun korresponderede med mange mænd i magtfulde stillinger, bl.a. paven og kejseren.[kilde mangler]

## Biografi
Hildegards eksakte fødselsdato er uklar. Hun blev født omkring året 1098 til Mechtild af Merxheim-Nahet og Hildebert af Bermersheim, en familie af den frie, laverestående adel i tjeneste hos greve Meginhard af Sponheim. Hildegard blev født som det tiende og sidste barn i en adelig familie og straks fra fødslen bestemt til et kirkeligt liv. Dette var skik og brug i den tyske højadel, hvis en familie fik et tiende barn.
Hun begyndte at få visioner allerede som treårig, men indså hurtigt, at andre mennesker i hendes nære omgivelser ikke så dem, så hun skjulte disse oplevelser i årevis. Først i 1141 blev hendes visioner kendt af en videre kreds. Med pavens godkendelse begyndte hun at skrive om dem.[kilde mangler]

## Nonne, abbedisse, grundlægger af klostre
Som otteårig blev Hildegard overgivet til Jutta af Spanheim, der boede i en eremithytte nær det benediktinske munkekloster, Disibodenberg. Efterhånden udviklede eremithytten sig til et lille nonnekloster, og da Jutta døde i 1136, blev Hildegard abbedisse. Dette kloster var under myndighed af abbeden over munkeklostret.
I 1150 grundlagde hun et nyt kloster, Rupertsberg ved Bingen. Dette krævede, at hun først skulle overvinde abbedens stærke modvilje. Hildegard var på dette tidspunkt blevet berømt og kastede med sit nærvær glans over Disibodenberg. Klostret blev ødelagt under trediveårskrigen.
I 1165 grundlagde hun endnu et kloster, Eibingen, ovenfor Rüdesheim på den anden side af Rhinen. To gange om ugen sejlede hun over Rhinen for at se til Eibingen, der overlevede trediveårskrigen, men blev nedlagt i 1803. I 1904 genopstod det som Benediktinerinnenabtei St. Hildegard i nye bygninger højere oppe.
Da den lokale biskop forbød hende at begrave en af klostrets venner i indviet jord, fordi han havde bandlyst manden, sørgede Hildegard alligevel for, at den afdøde fik en kristen begravelse. Som i andre sager udfordrede hun kirkens autoriteter, men de – deriblandt Bernhard af Clairvaux - accepterede hende som en visionær med åndelig indsigt.
Pave Benedikt XVI genoptog efter 800 år Hildegards sag, og 10. maj 2012 blev hun kåret som helgen, og 7. oktober samme år blev Hildegard desuden ophøjet til kirkelærer i den Romerskkatolske kirke.

## Bøger
- 1141-1151 arbejdede hun på sin første bog, Scivias, der handler om hendes visioner.
- I årene fra 1152 til 1158 skrev Hildegard to andre bøger:

- Liber simplicis medicinae eller Physica.
- Liber compositae medicinae eller Causae et curae.

- 1158-1163 skrev hun Liber vitae meritorum, endnu en bog om hendes visioner.
- 1168 til 1173/74 skrev hun Liber divinorum operum eller De operatione Dei, hendes store værk om Guds skaberværker, om alle tings dybe sammenhæng og enhed i Gud. Dér beskriver hun bl.a. sit syn om Kosmosmennesket, mennesket som mikrokosmos, der genspejler makrokosmos.[6]

## Musik
I de seneste årtier er det mere end noget andet musikken, der gør Hildegard kendt. Hun er formodentlig den mest indspillede af samtlige komponister fra før 1600. Hendes musik er dramatisk i sit udtryk med store udsving i melodierne.
- Ordo virtutum, der godt kan betegnes som en slags opera flere hundrede år forud for sin tid.
- Symphonia armonie celestium revelationum, en samling af åndelige sange.